# Guovdageaidnu Kautokeino
Gmina Guovdageaidnu / Kautokeino (norw. Kautokeino kommune, pnlap. Guovdageainnu suohkan, fin. Koutokeinon kunta) – norweska gmina leżąca w okręgu Finnmark. Jej siedzibą jest miasto Kautokeino.
Guovdageaidnu Kautokeino jest największą norweską gminą pod względem powierzchni. Zajmuje 9707,35 km², z czego 8957,38 km² stanowi ląd, zaś 739,97 km² wody słodkie.

## Demografia
Według danych z roku 2005 gminę zamieszkuje 2997 osób. Gęstość zaludnienia wynosi 0,31 os./km². Pod względem zaludnienia Guovdageaidnu Kautokeino zajmuje 274. miejsce wśród norweskich gmin.
| ludność stan na 1 stycznia 2005 |         |           |       |
|                                 | kobiety | mężczyźni | razem |
| osób                            | 1553    | 1444      | 2997  |
| %                               | 51,82%  | 48,18%    | 100%  |

| wykształcenie stan na 1 października 2004 |        |         |        |        |
|                                           | podst. | średnie | wyższe | niezn. |
| osób                                      | 651    | 1141    | 475    | 77     |
| %                                         | 27,77% | 48,68%  | 20,26% | 3,28%  |

## Edukacja
Według danych z 1 października 2004:
- liczba szkół podstawowych (norw. grunnskolar): 4
- liczba uczniów szkół podst.: 417

## Władze gminy
Według danych na rok 2011 administratorem gminy (norw. rådmann) jest Odd Thorvald Keskitalo, natomiast burmistrzem (norw. ordfører, d. borgermester) jest Klemet Erland Hætta.